# Edward Phillips Oppenheim

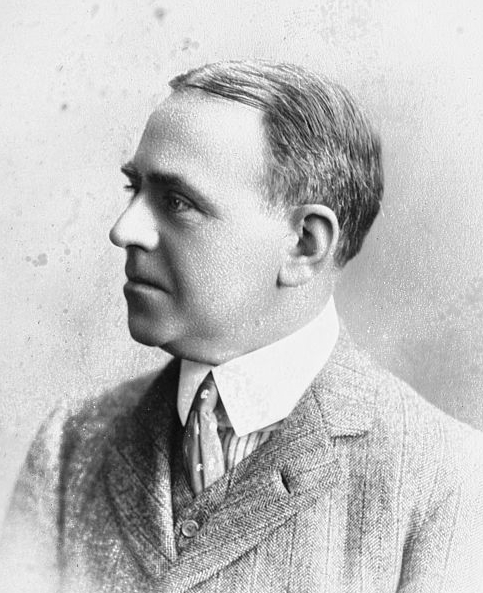
Edward Phillips Oppenheim

Edward Phillips Oppenheim (* 22. Oktober 1866 in London; † 3. Februar 1946 in Saint Peter Port, Guernsey) war ein englischer Schriftsteller.

## Leben
Oppenheim war der Sohn eines Kaufmanns, der sich seinen Sohn als Nachfolger wünschte. Dazu fühlte sich Oppenheim völlig ungeeignet und wurde schon während seiner Schulzeit freier Mitarbeiter verschiedener regionaler Zeitungen. Bereits mit 21 Jahren konnte er 1887 äußerst erfolgreich mit seinem Roman Expiation debütieren.

## Rezeption
Oppenheim war der erste Schriftsteller der Rogue Male Thriller, welche dann später – ebenfalls erfolgreich – durch Kollegen wie John Buchan und Geoffrey Household weitergeführt wurden. Sein literarisches Werk umfasst über 150 Romane und spannt einen Bogen von Kriminal- und Spionageromanen, Komödien, Satiren, Parabeln bis hin zu Entwicklungsromanen. Sein wohl bekanntester Roman The great impersonation wurde dreimal verfilmt.
Oppenheim gilt als einer der ersten Autoren von Spionageromanen. Neben seinem eigenen Namen veröffentlichte Oppenheim unter mehreren Pseudonymen, u. a. Anthony Partridge. Er selbst nannte sich gerne Prince of Storytellers und mit dieser Bezeichnung erschien er auch am 12. September 1927 auf dem Titelblatt des Time Magazine.

## Werke (Auswahl)
unter dem Namen Edward Phillips Oppenheim
- Expiation. A novel of England and our Canadian Dominion. Ward Lock, London 1913 (Nachdr. d. Ausg. London 1886).
- Light Beyond. 1928 (dt. Spekulanten).
- Murder at Monte Carlo. 1933.
- The pool of memory. Little, Boston, Mass. 1941 (Autobiografie).
- Stolen idols. 1925.
- The wrath to come. 1924.

unter dem Namen Anthony Partridge
- The Court of St. Simon. 1912.
- The distributors. 1909.
- False evidence. 1896.
- Golden web. 1909.
- Kingdom of earth. 1909
- The mystery of Mr. Bernard Brown. 1896.
- Passers by. 1910.
- The wooing of fortune. 1896.
- The world’s greatest snare. 1896.

## Verfilmungen
- George Melford (Regie): The great impersonation. USA 1921.
- Alan Crosland (Regie): The great impersonation. USA 1935.
- John Rawling (Regie): The great impersonation. USA 1942.